# Amelose
Die Amelose ist ein Weiler im Hessischen Hinterland beim Ortsteil Mornshausen der Großgemeinde Dautphetal im mittelhessischen Landkreis Marburg-Biedenkopf, zu dem sie auch gehört. Der Ort hat rund 60 Einwohner.

## Geschichte
Die erste Erwähnung des Ortes befindet sich in einem Salbuch von 1374 als Anchingesesse. Nach weiteren Erwähnungen (Enchingeseßin 1433; Henchengesessen 1435; Enchingesesse 1441; Eynychengesess 1521; Engessgesess 1577) wird 1630 erstmals eine Enchesgesesser Mohle (Mühle) erwähnt, die bis 1983 in Betrieb war. Ab 1645 wird erstmals eine Form Amenlosen neben Henchesgeseß erwähnt, 1727 Ameloßa. Einer weiteren Quelle zufolge soll der Name Amelose aus den Namen Amalie und Luise, einer damaligen Gräfin, gebildet worden sein.
Die Grube Amalie, in der Kupfererze abgebaut wurden, sorgte für einen Aufschwung des Dorfes.